# 方塊 (旗幟)

旗幟的構成

方塊（canton）是旗幟的區域之一，通常位於旗幟左上角，佔據整面旗幟的四分之一。方塊本身也可以是一面旗幟，如部分前英國殖民地國家（澳大利亞、紐西蘭）的國旗的方塊部分是英國國旗。

## 方块旗帜示例

### 国旗

#### 现行國旗
- 中華民國國旗
- 薩摩亞國旗
- 澳大利亞國旗
- 紐西蘭國旗
- 库克群岛旗帜
- 图瓦卢国旗
- 安圭拉旗幟
- 斐济国旗
- 紐埃國旗
- 美国国旗
- 利比里亚国旗
- 阿布哈茲國旗
- 烏拉圭國旗
- 多哥國旗
- 湯加國旗

#### 歷史國旗
- 滿洲國國旗
- 蒙古军政府旗帜
- 察南自治政府旗幟
- 晉北自治政府旗幟
- 蒙古聯盟自治政府旗幟
- 西薩摩亞國旗
- 緬甸聯邦國旗
- 緬甸聯邦社會主義共和國國旗
- 苏联国旗（1924）
- 俄罗斯苏维埃联邦社会主义共和国国旗（1918－1925）
- 土耳其斯坦苏维埃社会主义自治共和国国旗
- 乌克兰苏维埃人民共和国国旗
- 波斯尼亞和黑塞哥維那社會主義共和國國旗
- 遠東共和國國旗
- 格魯吉亞蘇維埃社會主義共和國國旗（1951－1990）
- 阿布哈茲蘇維埃社會主義自治共和國國旗
- 花剌子模人民苏维埃共和国国旗（1920－1925）
- 頓涅茨克-克里沃羅格蘇維埃共和國國旗

#### 草案國旗
- 中華民國國旗草案（第1號）
- 中华人民共和国国旗提议稿（第4号）
- 中华人民共和国国旗提议稿（第12号）
- 中华人民共和国国旗提议稿（第13号）
- 中华人民共和国国旗提议稿（第14号）
- 中华人民共和国国旗提议稿（第19号）
- 中华人民共和国国旗提议稿（第31号）
- 中华人民共和国国旗提议稿（第43号）
- 中华人民共和国国旗提议稿（第46号）
- 中华人民共和国国旗提议稿（第47号）

### 军旗、警旗
- 中華民國警察警旗
- 中華民國警艇旗
- 北洋政府水上巡警旗
- 中華民國海岸巡防處任務船旗
- 汪精衛政府軍艦旗（1942－1945）
- 滿洲國海軍大臣旗
- 滿洲國童子團聯盟（日语：満洲国童子団連盟）旗幟
- 大韓民國海軍艦艏旗

### 党旗
- 臺灣民眾黨黨旗
- 越南革命同盟會會旗
- 越南光復會會旗
- 部落解放同盟旗帜
- 越南復國同盟會會旗

### 政府旗
- 中華民國海關旗（1929－1931）
- 中華民國海關旗（1931－1976）
- 統監府旗幟

### 地方旗
- 香港旗（1871－1876）
- 香港旗（1876－1955）
- 香港旗（1955－1959）
- 香港旗（1959－1997）
- 英属威海卫旗帜
- 巴伊亚州旗（英语：Flag of Bahia）
- 萊斯布里奇市旗（英语：Flag of Lethbridge）
- 汤顿市旗（英语：Flag of Taunton, Massachusetts）
- 沙巴州旗

### 其他旗帜
- 中華民國商船旗
- 中華民國護漁巡艦及漁業調查試驗等船旗幟
- 广东省农民协会会旗
- 英國紅船旗
- 澳大利亚红船旗
- 孟加拉國民船旗
- 招商局集團旗幟（1942－1951）
- 英國東印度公司旗
- 《飞出个未来》中的地球政府旗帜
- 世界語旗幟
- 基督教旗幟